# Oahu
Oahu (havajsky Oʻahu) je třetí největší a zdaleka nejlidnatější z osmi hlavních Havajských ostrovů, které se nacházejí v severovýchodní části Tichého oceánu. Rozloha ostrova činí 1545 km² a žije na něm asi 953 tisíc obyvatel (odhad z roku 2010), což jsou asi 2/3 populace celého souostroví. Oahu je částí státu Havaj, který je 50. spolkovým státem Spojených států amerických. Na ostrově Oahu leží Honolulu, hlavní a největší město celého souostroví.
V Honolulu se nachází pláž Waikiki. V blízkosti je Pearl Harbor s památníkem USS Arizona a Hanauma Bay. V Honolulu se narodil bývalý americký prezident Barack Obama.

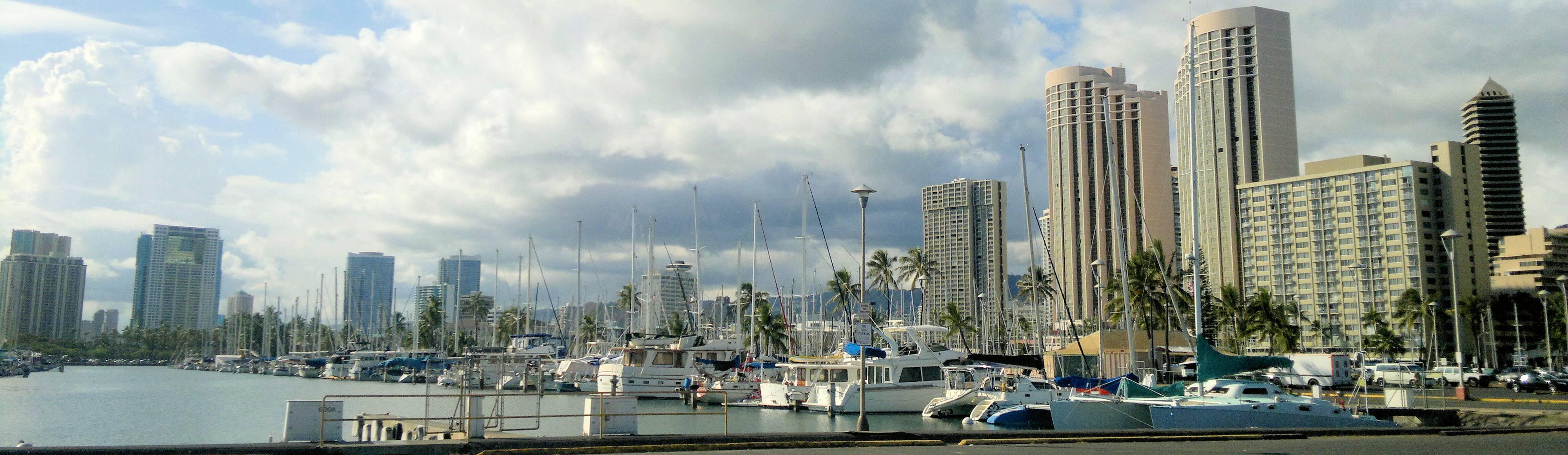
Přístav pro jachty s pláží Waikiki a s mrakodrapy v Honolulu v pozadí

Mezi zajímavosti ostrova patří např. to, že se zde natáčely seriály Ztraceni a Hawaii Five-0. Ostrov Oahu také posloužil společnosti Eden Games jako předloha pro jejich závodní hru Test Drive Unlimited, ve které bylo Oahu do detailu vymodelováno.